# Raymond Lewenthal
Raymond Lewenthal (29 de agosto de 1923 - 21 de noviembre de 1988) fue un pianista virtuoso estadounidense. Entre sus maestros se encontraba Olga Samaroff, quien fue alumna del hijo de Charles-Valentin Alkan, Élie-Miriam Delaborde. 

## Biografía
Lewenthal nació en San Antonio, Texas, de padres rusos - franceses de origen judío. Su fecha de nacimiento a menudo aparece como 1926, pero en realidad nació tres años antes, en 1923 (como se ha consignado en su certificado de nacimiento). El año de nacimiento falso probablemente fue un intento de ayudar a su carrera como niño actor. Después de pasar varios años como actor de cine infantil en Hollywood, estudió piano con Lydia Cherkassky, madre y maestra de la reconocida pianista Shura Cherkassky. En 1945 ganó los tres concursos más importantes que se celebraban en California: el Concurso de Jóvenes Artistas en UCLA (Bruno Walter fue jurado), el Concurso de Jóvenes Artistas de la Occidental College y el Premio Gainsborough en San Francisco. Continuó sus estudios en la Juilliard School contando con una beca completa. Olga Samaroff-Stokowski fue su profesora. Más tarde, Lewenthal trabajó en Europa con Alfred Cortot y con Guido Agosti.
Lewenthal hizo su debut en 1948 con Dimitri Mitropoulos y la Orquesta de Filadelfia. La ocasión marcó la primera vez que un solista había sido invitado a tocar el Concierto para piano n.º 3 de Prokófiev bajo la dirección de Mitropoulos, siendo esa una obra que el director era famoso por interpretar él mismo. El éxito de esta actuación fue seguido unas semanas después por el recital debut de Lewenthal en Nueva York. Estos eventos lanzaron su carrera por Norteamérica, que floreció hasta que se detuvo repentinamente en 1953. Mientras caminaba por el Central Park de Nueva York, Lewenthal fue atacado por una pandilla y sufrió de lesiones, huesos rotos en sus manos y brazos. Después de una lenta recuperación física y psicológica, Lewenthal se mudó al extranjero y se retiró del escenario de concierto a excepción de giras y grabaciones ocasionales en Europa y América del Sur. Durante este tiempo comenzó su investigación sobre el compositor romántico francés, Charles-Valentin Alkan, con la intención de escribir un estudio exhaustivo de la vida y la música de Alkan. El libro Alkan de Lewenthal permaneció inédito en el momento de su muerte.
Su primer regreso a los conciertos fue a través de una transmisión de dos horas en 1963 para WBAI en Nueva York, en la que interpretó las obras de Alkan y habló sobre su vida. La respuesta a este programa fue abrumadora y trajo una solicitud de G. Schirmer para preparar una edición de la música de piano de Alkan. Animado por la recepción, Lewenthal tocó un recital que incluía la música de Alkan en el Ayuntamiento de Nueva York, en septiembre de 1964, su primera aparición pública allí después de 12 años. Esto condujo a la preparación de una grabación de RCA de la música de Alkan que se encontró con elogios críticos, y luego a un ciclo de tres conciertos con música de Liszt en Nueva York y Londres, entre muchas otras presentaciones. Lewenthal llegó a ser considerado el líder del "Renacimiento romántico", reintroduciendo obras solistas y de cámara de muchos compositores importantes pero descuidados del siglo XIX, como Moscheles, Goetz, Herz, Hummel, Henselt, Scharwenka, Rubinstein, Reubke, Field, Dussek y otros; y también ayudó a revivir obras pasadas de compositores que habían sido olvidados. También tomó un papel activo en eventos como el Festival Romántico en la Universidad de Butler (Indianápolis) y el Festival de Música de Newport. En 1971 aceptó una invitación para una gira bien recibida por el sur de África. Lewenthal enseñó en el Mannes College of Music y en el Festival de Tanglewood. Fue miembro de la facultad de la  Manhattan School of Music durante varios años a partir de mediados de la década de 1970. Entre sus estudiantes de doctorado se encontraba la pianista israelí Astrith Baltsan. 
Las grabaciones de Lewenthal incluyen lanzamientos para Westminster Records, Reader's Digest, RCA Victor, Columbia Records / CBS y Angel Records. Además de su edición Schirmer de obras seleccionadas para piano Alkan. Lewenthal también preparó para el mismo editor una antología llamada Piano Music for One Hand y otra colección de Encores of Famous Pianists, ambas con extensas notas y comentarios. 
Después de vivir durante muchos años en un pequeño departamento en 51 East 78th Street en Manhattan, Lewenthal se mudó a Hudson, Nueva York, donde pasó sus últimos años en semi-reclusión. Su actividad de conciertos se redujo significativamente debido a una enfermedad cardíaca crónica. Murió el 21 de noviembre de 1988, a los 65 años.

## Discografía
Discografía en AllMusic:
- A Gershwin Concert, Chesky Records, 1991
- The Legendary Pianist Raymond Lewenthal plays Alkan & Liszt, 1996
- Rachmaninov: Piano Concerto No. 2; Rimsky-Korsakov: Russian Easter Overture; Etc., Universal Distribution, 1997
- Raymond Lewenthal: The Concerto Recordings, Elan Recordings, 1999
- Piano Music of Alkan: Hexameron, BMG, 1999
- Raymond Lewenthal: The Complete RCA & Columbia Album Collection, Sony Classical, 2019